# Театральный музей имени А. А. Бахрушина
Госуда́рственный центра́льный Театра́льный музе́й им. А. А. Бахру́шина (сокращённо ГЦТМ им. А. А. Бахрушина, Бахрушинский музей, бывший «Литературно-Театральный музей Императорской Академии наук») — театральный музей в Москве, основанный в 1894 году известным русским купцом, меценатом и благотворителем Алексеем Александровичем Бахрушиным.
Большая Советская энциклопедия характеризует его как крупнейший театральный музей в мире.

## История

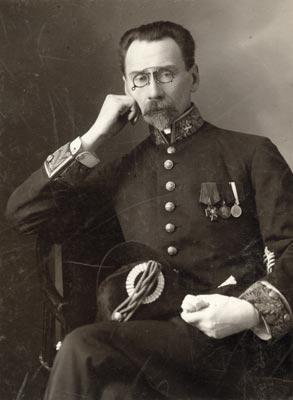
Алексей Бахрушин, основатель музея

В поисках экспонатов Алексей Александрович Бахрушин не раз совершал длительные путешествия по России, из которых привозил не только театральные раритеты, но и произведения народного искусства, мебель, старинные русские костюмы.
Бывая за границей, Алексей Александрович непременно обходил антикварные магазины. В начале XX в. он трижды предпринимал специальные поездки для пополнения разделов по истории западноевропейского театра. Из-за границы он привез личные вещи французской актрисы Марс, коллекцию масок итальянского театра комедии, многие редчайшие музыкальные инструменты.
Одним из основных источников пополнения коллекции музея были дары. «Лицедействующей братии», по словам антиквара М. М. Савостина, так пришлась по душе идея Бахрушина о создании театрального музея, что многие «безданно и беспошлинно» присылали ему в подарок редкие фотографии, автографы, мемориальные вещи. Притоку даров способствовали и снискавшие немалую популярность в театральных кругах Москвы «Бахрушинские субботы». На «огонёк» к Бахрушину собирались известные актёры и режиссёры: здесь бывали А. И. Южин, А. Л. Ленский, М. Н. Ермолова, Ф. И. Шаляпин, Л. В. Собинов, К. С. Станиславский, В. И. Немирович-Данченко. По сложившейся традиции сюда являлись не с пустыми руками. Так, прославленная актриса Малого театра Гликерия Николаевна Федотова передала Бахрушину все свои реликвии и памятные подарки, полученные за годы сценической жизни.
Днём основания музея считается 29 октября (10 ноября) 1894 года, когда Бахрушин впервые представил свою коллекцию для публичного осмотра . В 1913 году, 25 ноября, музей был передан в ведение Академии наук с условием оставления его в Москве, а в 1917 году музей был включён в сеть государственных учреждений, а Алексея Бахрушина в 1918 году по предложению В. И. Ленина, назначили пожизненным директором музея.
До 1917 года музей посещали около 300—400 человек в год, затем значительно больше. К 1917 году в музее насчитывалось около 12 тысяч экспонатов. Фонды музея активно пополнялись и в советское время, в 1949 году они насчитывали 314 тысяч единиц хранения, а в 1990-е — уже свыше одного миллиона экспонатов. На сегодняшний день в коллекции музея — более полутора миллионов экспонатов.
В 2014 году Государственный театральный музей им. А. А. Бахрушина в связи с 120-летним юбилеем сохранения истории возникновения и становления отечественного и зарубежного театра был награждён серебряным орденом «Зрительских симпатий».
В 2022 году началась работа по создания первого в России и мире Музейно-театрального квартала «Бахрушинский». Экосистема квартала, которая свяжет Главную усадьбу и 12 филиалов Бахрушинского музея, объединяет два понятия: образ Города и дух Театра. Проект станет путешествием по миру театра с увлекательным сюжетом и маршрутом.
В 2023 году по инициативе Бахрушинского музея была учреждена Ассоциация театральных музеев России, в которую в первые месяцы работы вступило более 60 участников. Среди членов ассоциации — Московский драматический театр им. М. Н. Ермоловой, Театр Романа Виктюка, Российская государственная библиотека искусств, Санкт-Петербургский академический театр имени Ленсовета.

## Дом-музей Бахрушина

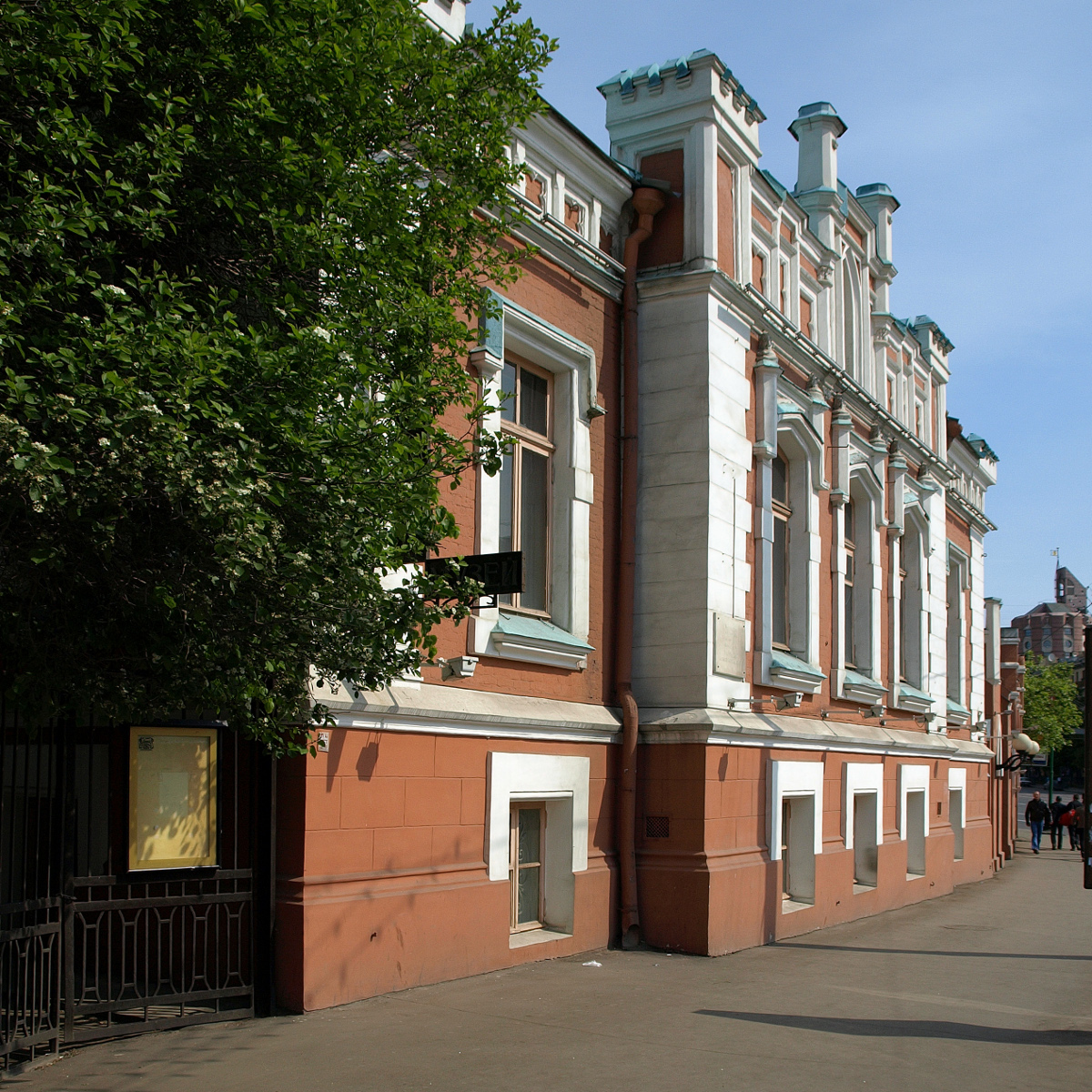
Основное здание музея, вид с Садового кольца

Особняк, являющийся главным зданием музея, построен в 1896 году по проекту архитектора Карла Гиппиуса.
Здесь жила семья А. А. Бахрушина и находился его частный музей. В цокольном этаже сохранились три больших зала, в том числе Нижний кабинет хозяина и фондохранилище, предназначавшееся для размещения литературных, театральных и музыкальных коллекций.
В 1937—1938 годах здание было расширено и надстроено архитектором Ильёй Бондаренко.

## Коллекция

### Архивно-рукописный отдел
Архивно-рукописный отдел музея — уникальное собрание документальных памятников истории отечественного театра от XVIII века до наших дней. Здесь хранятся архивы и рукописи выдающихся деятелей российского и мирового театра: М. С. Щепкина, А. С. Грибоедова, П. С. Мочалова, М. Н. Ермоловой, В. И. Немировича-Данченко, Ф. И. Шаляпина, Л. В. Собинова, А. А. Горского, К. Я. Голейзовского, А. Н. Верстовского, А. Ф. Писемского, П. А. Каратыгина, Н. Г. Помяловского, В. А. Теляковского и других.

### Отдел декорационно-изобразительных материалов
Коллекцию декорационно-изобразительных материалов музея составляют эскизы костюмов и декораций; живописные, графические и скульптурные портреты театральных деятелей; изображения театральных зданий, актёров, театральных представлений; шаржи и карикатуры; макеты декораций.

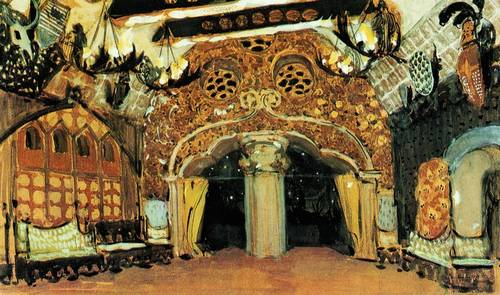
Александр Головин. Эскиз декорации к балету П. И. Чайковского «Лебединое озеро». 1901

Это творения видных художников, работавших в театре: П. Гонзаго, И. Я. Билибина, Н. К. Рериха, Ф. Ф. Федоровского, А. Я. Головина, М. А. Врубеля, А. Н. Бенуа, Л. С. Бакста, К. А. Коровина, Б. И. Анисфельда, А. А. Экстер, Н. С. Гончаровой, М. В. Добужинского, Р. Р. Фалька, В. Е. Татлина, А. Г. Тышлера, Б. И. Кустодиева, К. Ф. Юона, Н. И. Альтмана, А. В. Лентулова, Ю. П. Анненкова, Н. П. Акимова, С. М. Эйзенштейна, А. М. Родченко, П. В. Вильямса, Б. А. Мессерера, В. Я. Левенталя, Э. С. Кочергина и других.
Здесь же хранятся портреты работы К. П. Брюллова, О. А. Кипренского, А. В. Фонвизина, З. Е. Серебряковой и т. д.

### Отдел фото-негативных документов
Отдел фото-негативных документов — второй по объёму в музее — включает более 500 тыс. единиц хранения. Это фотографии сцен из спектаклей (драматических, оперных, балетных, оперетты); фотопортреты актёров (в жизни и в ролях), писателей-драматургов, режиссёров, художников, антрепренёров и других театральных деятелей; групповые портреты; снимки театральных зданий внутри и снаружи. Подробно представлены императорские театры: Большой, Мариинский, Малый и Александринский, МХТ и МХАТ (а также Общество любителей искусства и литературы и Алексеевский кружок), студии Художественного театра (1-я, 2-я, 3-я, 4-я), студия Габима, Частная опера Зимина, Частная опера Мамонтова; другие дореволюционные частные театры и антрепризы: театр Корша, антреприза Суходольских, в том числе, провинциальные: Харьковская антреприза под руководством Н. Синельникова, театр Соловцова, Московский Свободный театр, советские (Театр Мейерхольда, Московский камерный театр) и современные театры.
Среди наиболее интересных и подробных «персональных» коллекций — собрания, посвящённые М. Н. Ермоловой, А. И. Южину, Г. Н. Федотовой, О. А. Правдину, Н. А. Никулиной, А. П. Ленскому; М. В. Дальскому, Ю. М. Юрьеву, П. Н. Орленеву, Е. Н. Рощиной-Инсаровой, Л. В. Собинову, Ф. И. Шаляпину, А. В. Неждановой, Н. А. Обуховой, А. Д. Вяльцевой, Н. В. Плевицкой, Н. Ф. Монахову, Н. Г. Легату, С. Г. Легату, Т. П. Карсавиной, В. Ф. Нижинскому, А. П. Павловой, М. Ф. Кшесинской, О. И. Преображенской, А. А. Горскому, М. М. Фокину, О. Л. Книппер-Чеховой, В. И. Качалову, И. М. Москвину,
А. Г. Коонен, А. Я. Таирову, А. А. Румневу, М. И. Чехову, И. Н. Берсеневу, С. В. Гиацинтовой, М. И. Бабановой, Л. В. Целиковской, А. К. Тарасовой, О. Н. Андровской, М. М. Яншину, М. И. Прудкину, Н. П. Хмелёву, М. В. Мироновой, А. А. Миронову, Г. С. Улановой, М. М. Плисецкой, О. И. Далю, Ю. Г. Богатырёву, И. М. Смоктуновскому, М. М. Козакову и многим другим, некоторым иностранным артистам — Эрнсту фон Поссарту, Элеоноре Дузе, Саре Бернар.

### Отдел афиш и программ
Отдел афиш и программ — самая обширная коллекция музея, в нём содержится более 600 тыс. единиц хранения. Его основа — афиши императорских и частных театров, собранные основателем музея, Алексеем Александровичем Бахрушиным. Уникальна и обширна коллекция афиш дореволюционной провинции.
Украшением афишного фонда стали художественные афиши и программы, выполненные известными мастерами: А. Я. Головиным, И. Я. Билибиным, Л. С. Бакстом, К. А. Сомовым, С. Ю. Судейкиным, А. М. и В. М. Васнецовыми, художниками русского авангарда: Г. А. и В. А. Стенбергами, Н. И. Альтманом, В. М. Ходасевич, Ю. П. Анненковым и др.

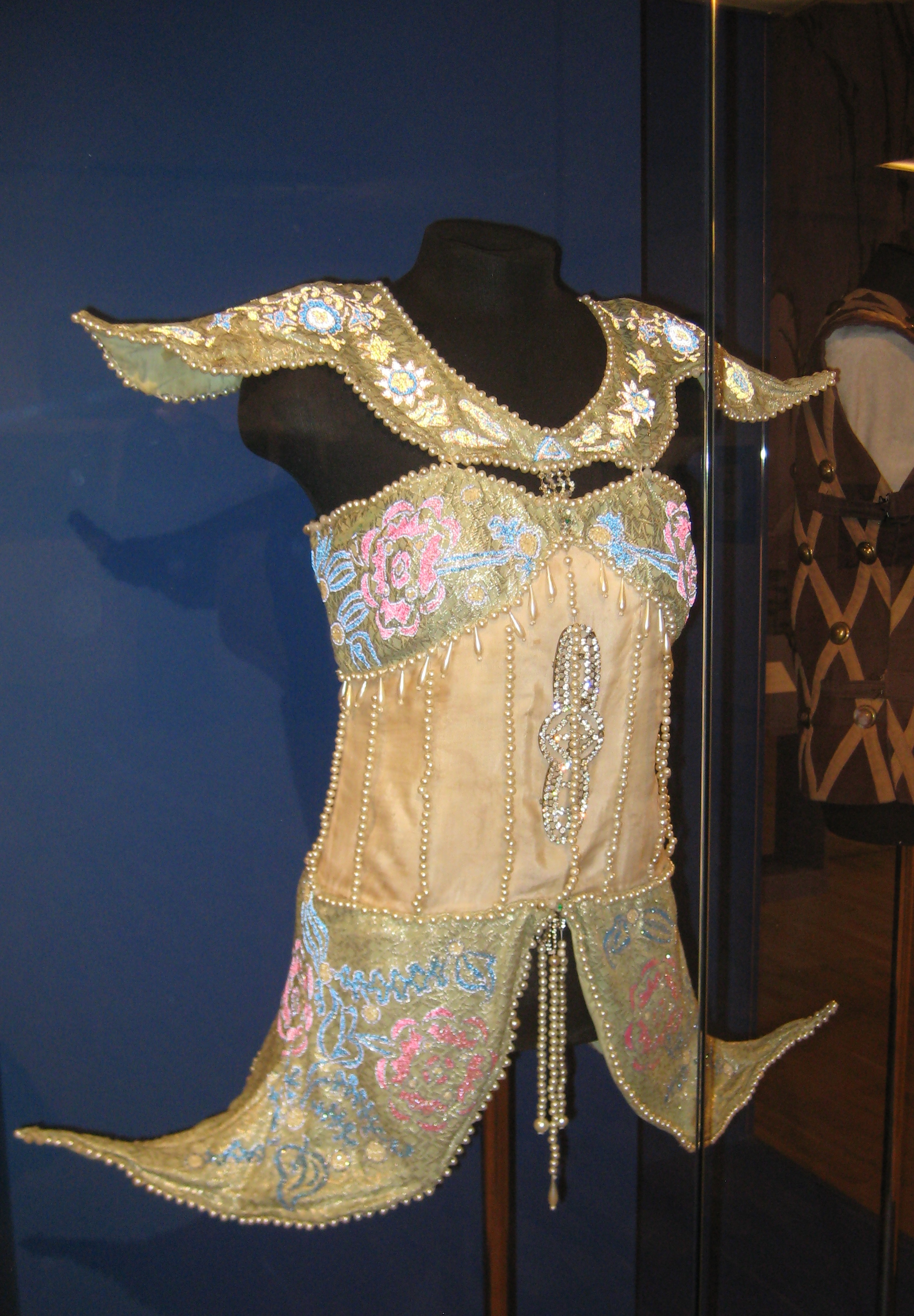
Костюм по эскизу Константина Коровина к опере Н. А. Римского-Корсакова «Золотой петушок». 1934

### Отдел мемориально-вещевого фонда
В основе отдела мемориально-вещевого фонда лежит коллекция, собранная ещё основателем музея, А. А. Бахрушиным. Здесь хранятся предметы, связанные с театральной тематикой, выдающимися деятелями русского и зарубежного театра, основными вехами русской театральной истории. Они включают мемориальные вещи корифеев русской и зарубежной сцены, памятные медали, наградные знаки, жетоны и значки, театральный и бытовой костюм, предметы прикладного искусства из стекла и фарфора, художественный металл, реквизит и бутафорию к отдельным спектаклям, предметы театрального быта.

### Отдел видео-, звукозаписи и киноматериалов
Здесь хранится уникальная коллекция редких граммофонных и долгоиграющих пластинок по русской и зарубежной оперной музыке (около 11 тыс. единиц хранения), собрание магнитных фонограмм (около 16 тыс. ед. хр.), кино- и видеоматериалов, аудиокассет и компакт-дисков.
Основу музейного собрания грампластинок составляет коллекция, подаренная музею в 1982 году коллекционером И. Ф. Боярским. Эта звучащая летопись русской и зарубежной оперы насчитывает более 8 тыс. пластинок. В ней представлены первые записи Ф. Шаляпина, Л. Собинова, Д. Смирнова, Л. Сибирякова, А.Неждановой, Н. Обуховой, Н. Плевицкой, И. Козловского, С. Лемешева, других артистов «дореволюционной формации», а также великих итальянских певцов — Э. Карузо, Т. Руффо, М. Баттистини, Б. Джильи.
Формирование коллекции видеоматериалов началось с перевода на видео редких кинодокументов ради их сохранения. Среди материалов, которые в первую очередь были переведены на видео — кинодокументы, относящиеся к творчеству В. Э. Мейерхольда, К. С. Станиславского, А. Я. Таирова, С. И. Михоэлса; редкие киноплёнки, относящиеся к жизни и творчеству создателей и артистов МХТ; киноматериалы о деятельности МХАТ-2, запечатлевшие одного из самых выдающихся актёров русского театра Михаила Чехова; чудом уцелевшие кинокадры с фрагментами из спектаклей Камерного театра, поставленных А. Я. Таировым с участием А. Г. Коонен, а также фрагменты репетиций и спектаклей Государственного еврейского театра с участием С. И. Михоэлса.

### Библиотека (Отдел книжного фонда)
Книжное собрание музея образовано на базе личной библиотеки основателя музея, Алексея Александровича Бахрушина. Ещё в начале XX века знатоки характеризовали его театральную библиотеку как наиболее полную и значительную в своём роде.
Позднее в книжное собрание влились библиотеки Г. Н. Федотовой, режиссёров и театральных деятелей Н. А. Попова и С. В. Виноградова, декоратора Большого театра К. Ф. Вальца и некоторые другие. От дочери Ф. И. Шаляпина, Ирины Федоровны, поступили книги из библиотеки великого русского певца.
Уже в наши дни фонд пополнился книжными коллекциями профессора В. А. Филиппова, И. Ф. Боярского, собранием литературы по дягилевской антрепризе Н. И. Эльяша. Хронологически фонд включает литературу на русском и иностранных языках c конца XVII века до наших дней.

### Отдел фондов детских и кукольных театров
Это самый молодой отдел в музее. Он создан 1 января 2008 г. на основе материалов бывшего Государственного музея детских театров, переданных в ГЦТМ им. А. А. Бахрушина по приказу Министерства культуры Российской Федерации № 1084 от 6 августа 2003 г. В настоящее время идут работы по сверке материалов и постановке их на учёт в ГЦТМ им. А. А. Бахрушина.

## Филиалы музея

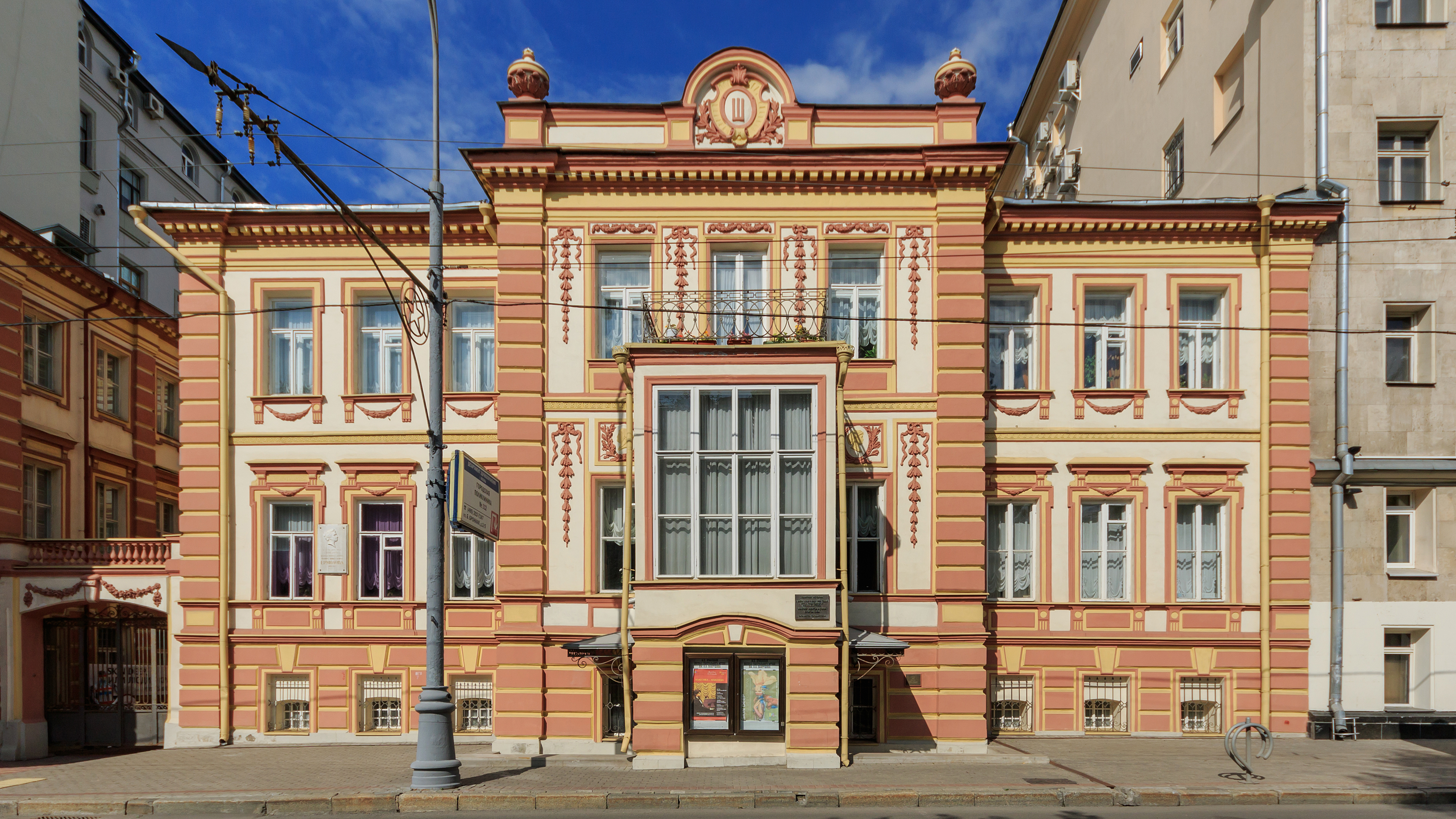
Дом-музей М. Н. Ермоловой на Тверском бульваре

Помимо основного здания, у Государственного центрального Театрального музея им А. А. Бахрушина девять филиалов в Москве. Это мемориальные дома и квартиры выдающихся деятелей русского театра и выставочный зал:
- Дом-музей А. Н. Островского[5]
- Дом-музей М. С. Щепкина[6]
- Дом-музей М. Н. Ермоловой[7]
- Музей-квартира Вс.Э. Мейерхольда[8]
- Музей-квартира актёрской семьи М. В., А. А. Мироновых — А. С. Менакера[9]
- Музей-квартира В. Н. Плучека[10]
- Музей-квартира Г. С. Улановой[11]
- Музей-квартира Майи Плисецкой
- Мемориальный музей «Творческая мастерская театрального художника Д. Л. Боровского»[12]
- Музей-студия Радиотеатра
- Театральная галерея на Малой Ордынке[13].

С декабря 2014 года открыто представительство музея в Ульяновске («Дом-ателье архитектора Ф. О. Ливчака» — Государственный историко-мемориальный музей-заповедник «Родина В. И. Ленина»).
17 января 2017 года в подмосковском Зарайске открыт филиал — Театральный музей.
В 2023 году планируется открытие филиала в музейном квартале в Туле. У экспозиции уже есть название — «Мир театральных профессий», она будет включать в себя шесть тематических зон, представляющих собой основные цеха театрального закулисья — это костюмерная, гримерная, домашний театр, зрительный зал, сценография, машинерия.

## Издательская деятельность
Издательский отдел музея выпустил ряд научных и научно-популярных изданий, главная цель которых — пропаганда художественного наследия и научного потенциала ГЦТМ им. А. А. Бахрушина, а также отражение современной выставочной и экспозиционной деятельности всех структурных подразделений музея.
В 2011 году увидели свет первые издания «Бахрушинской серии» — масштабного издательского проекта, создаваемого на основе уникальных фондовых материалов Государственного центрального Театрального музея имени А. А. Бахрушина при участии ведущих театроведов и театральных критиков.
Музей выпускает издания собственными силами, а также осуществляет совместные проекты с издательским домом Тончу, издательской программой «Интерроса», фондом «Поколение» и другими.

## Экскурсии
Музей и филиалы организуют обзорные и тематические экскурсии для студентов, школьников, зарубежных делегаций, туристов и других категорий посетителей.
- Обзорная экскурсия «Сокровища Бахрушинского музея»
- Обзорная экскурсия «А. А. Бахрушин и его театральный музей»
- Тематическая экскурсия «Версаль на Зацепе. Архитектурный образ дома. Театральные раритеты»
- Тематическая экскурсия «О чём говорят портреты»
- Тематическая экскурсия для детей «Мы идем в театр»
- Тематическая экскурсия для детей «История балетной туфельки»
- Тематическая экскурсия «Тайна рыцаря замоскворецкого замка» «The secret of the knight of the castle of Zamoskvorech» (на иностранном языке)"
- Пешеходная экскурсия «Замоскворечье Бахрушиных. Бахрушинские места в Кожевниках»